# بولاکان
بولاکان (Bulacan) یکی از استان‌های کشور فیلیپین است.
این استان بخشی از جزیرهٔ لوزون به شمار می‌رود.
مرکز این استان شهر مالولوس است.
جمعیت آن حدود دو میلیون و هشتصد هزار نفر است.
مساحت این استان دو هزار و ششصد کیلومتر مربع است .

## نگارخانه

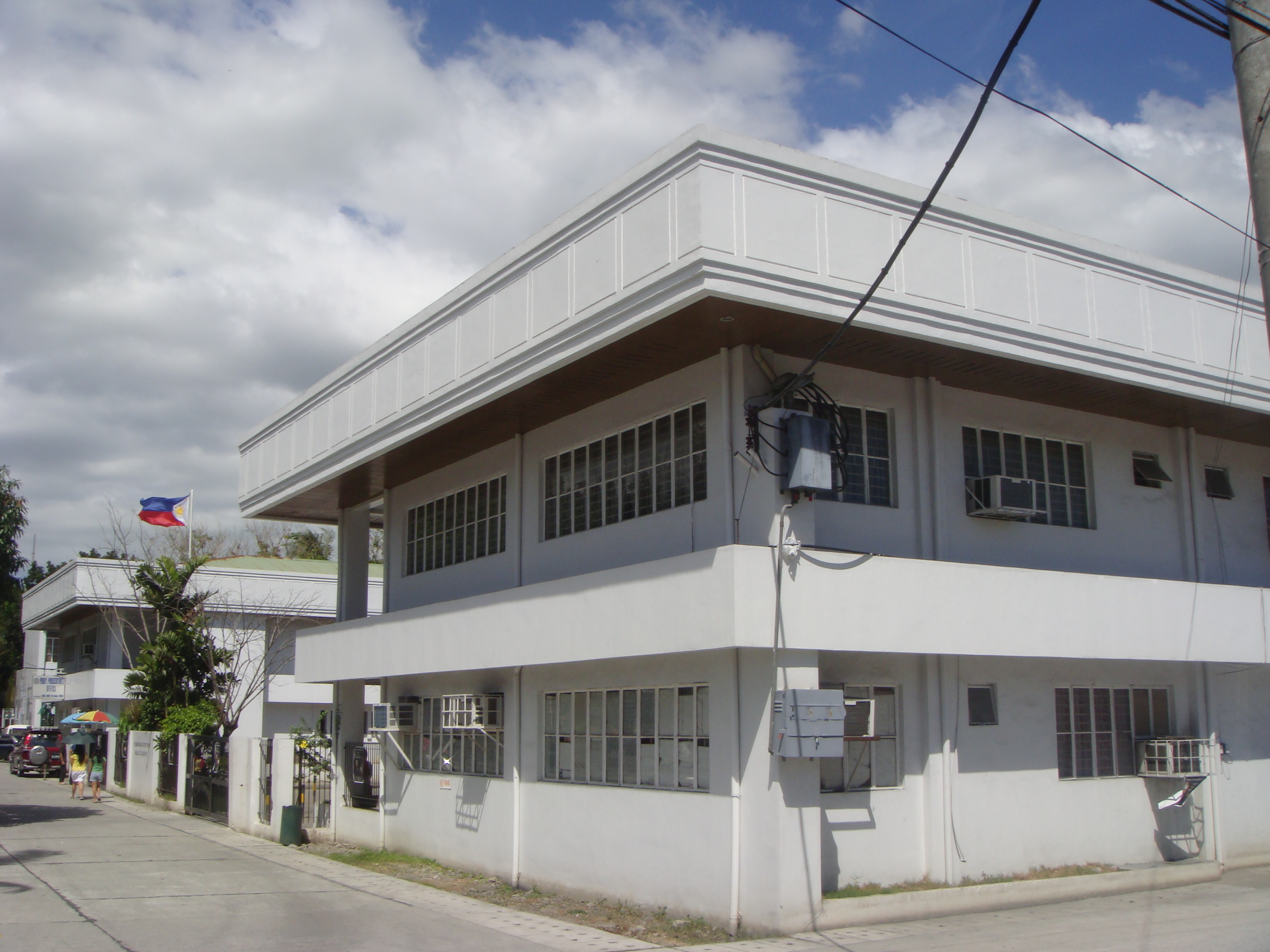
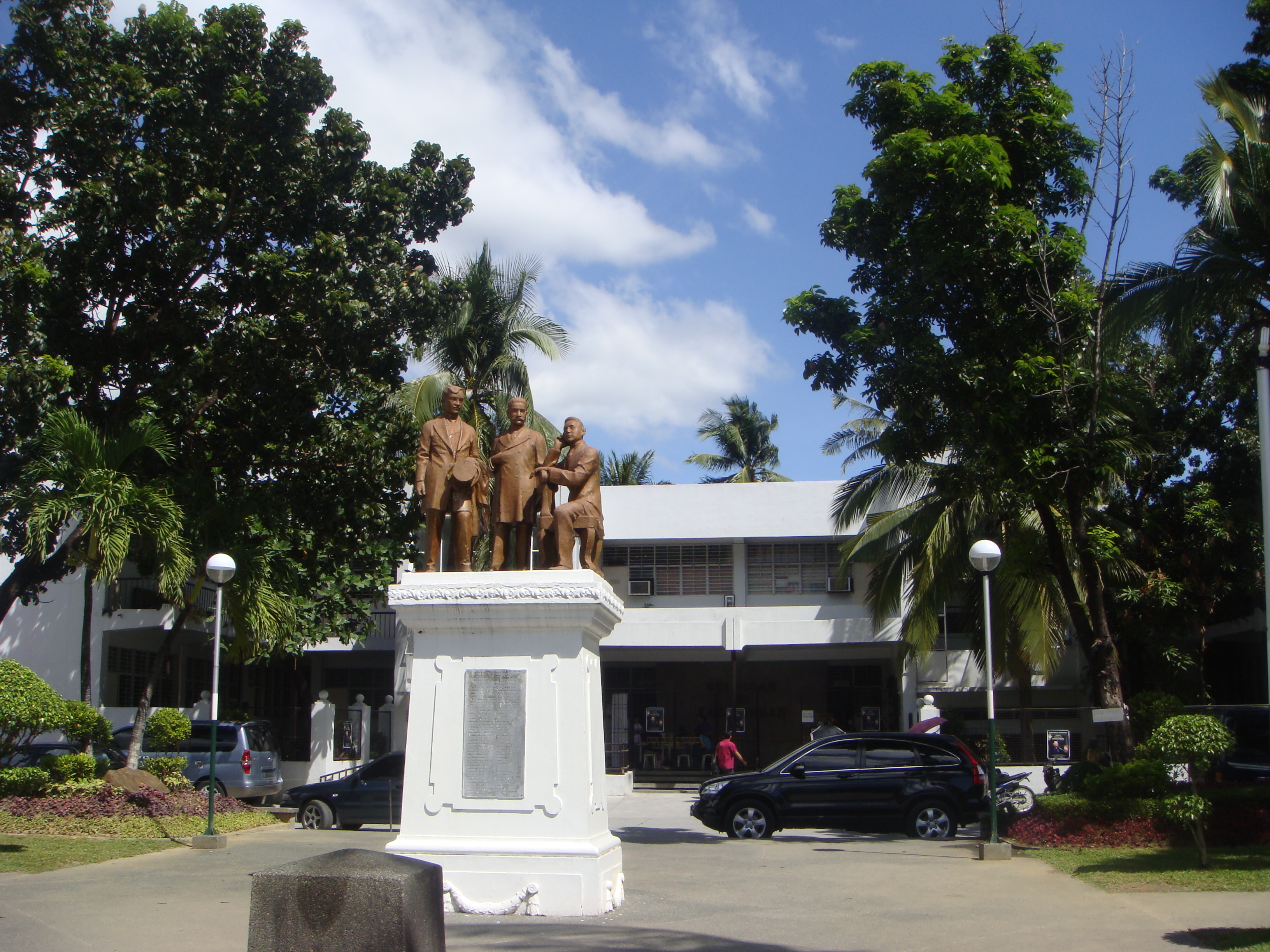
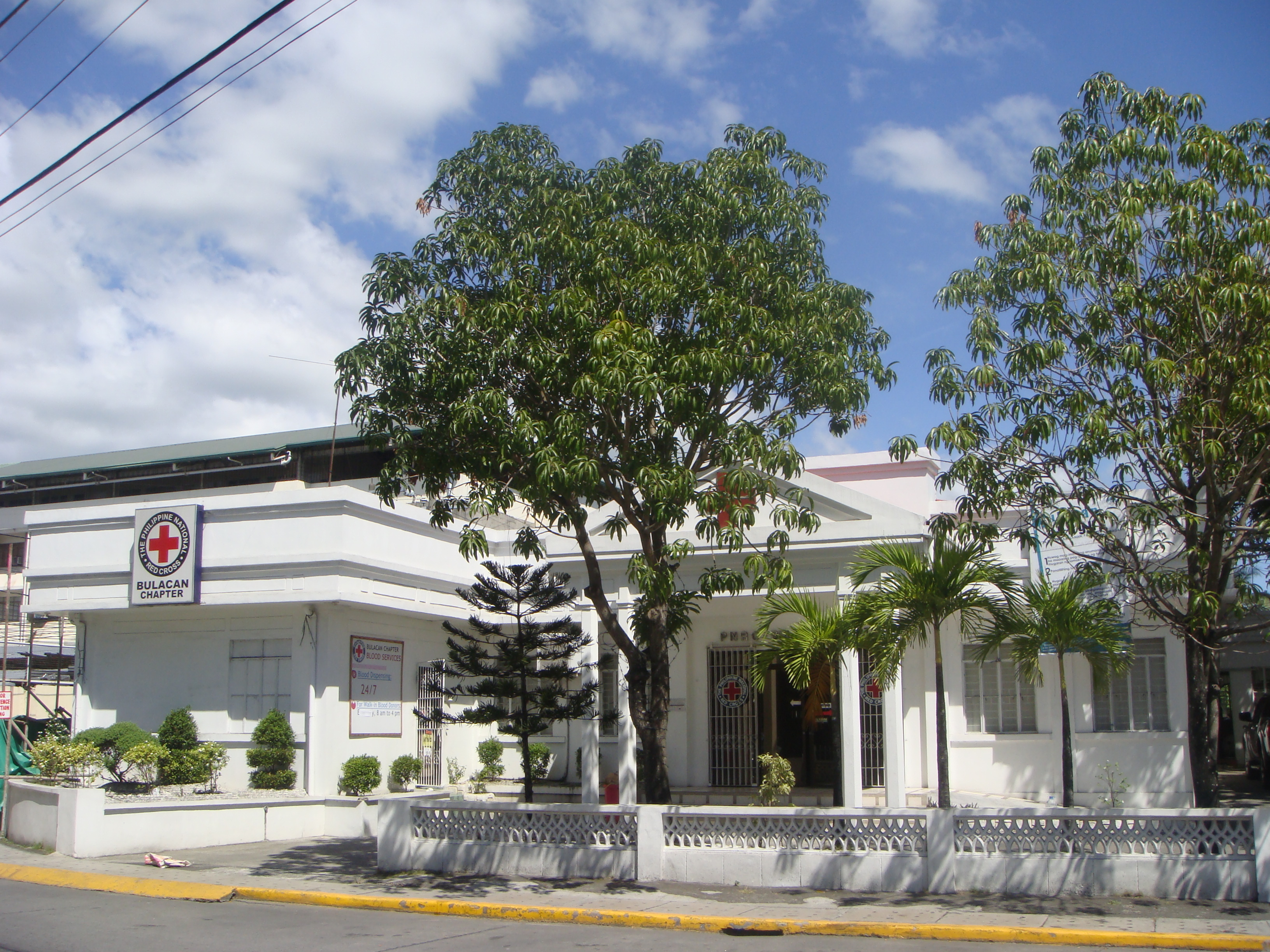
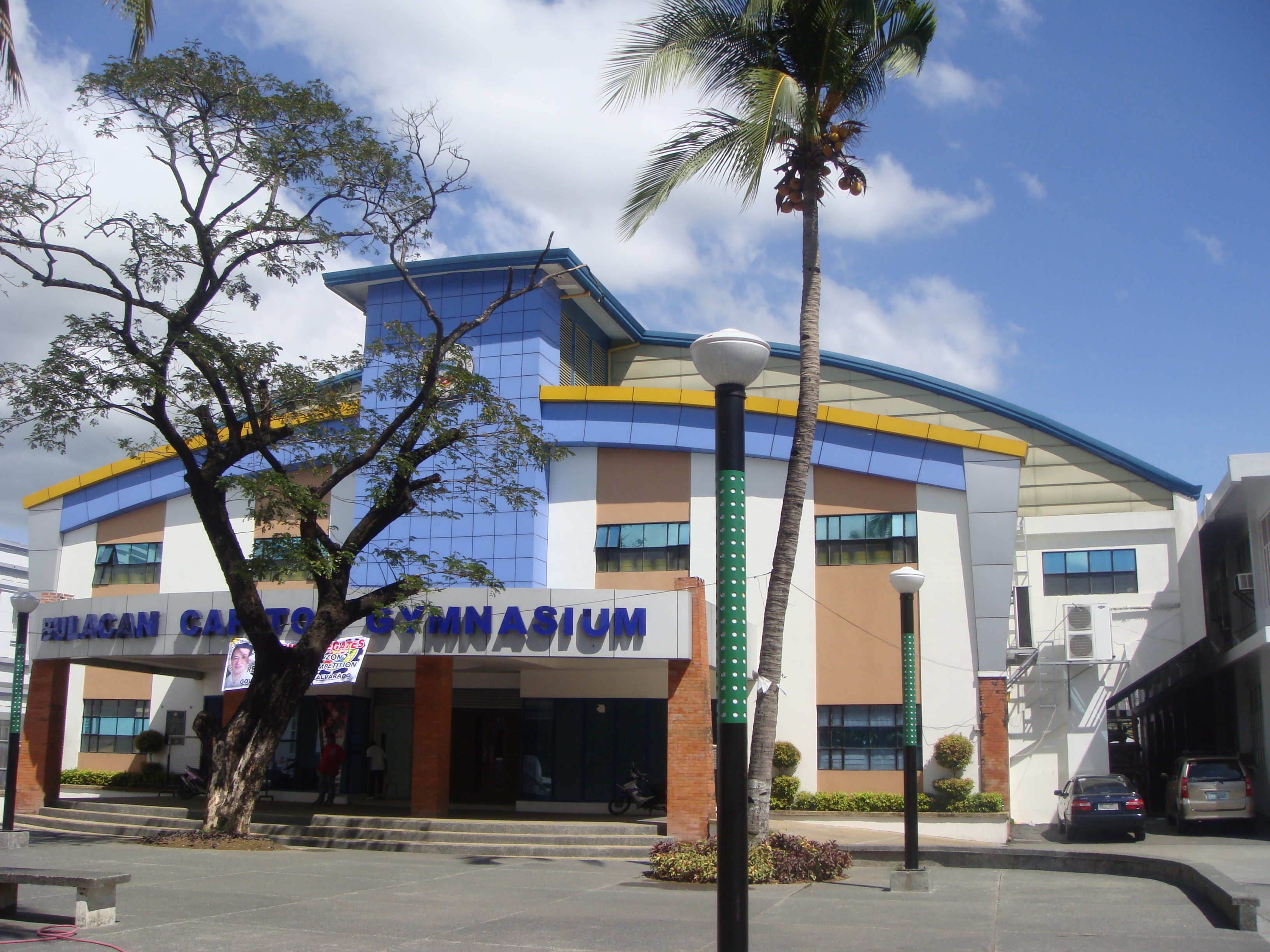
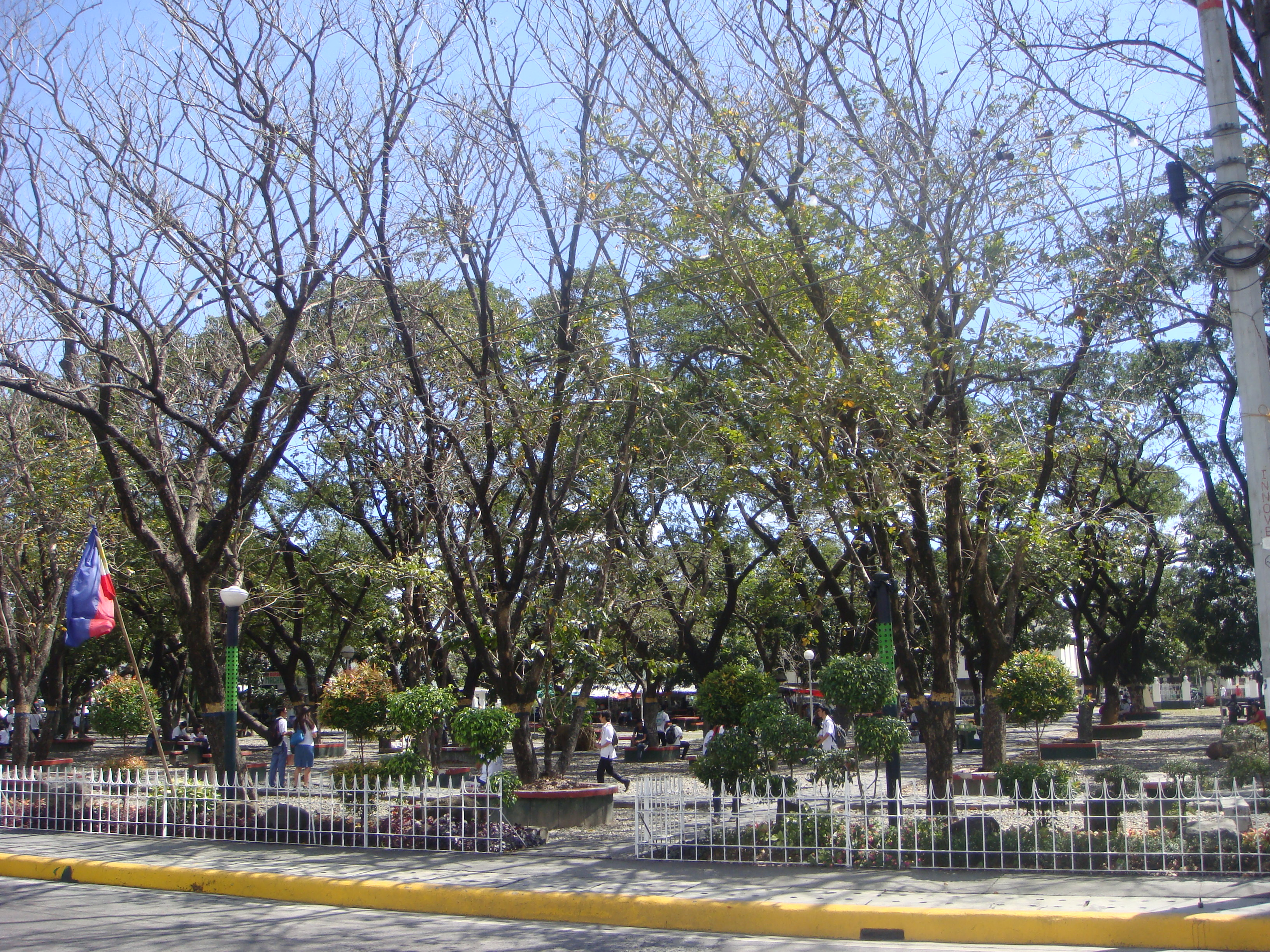
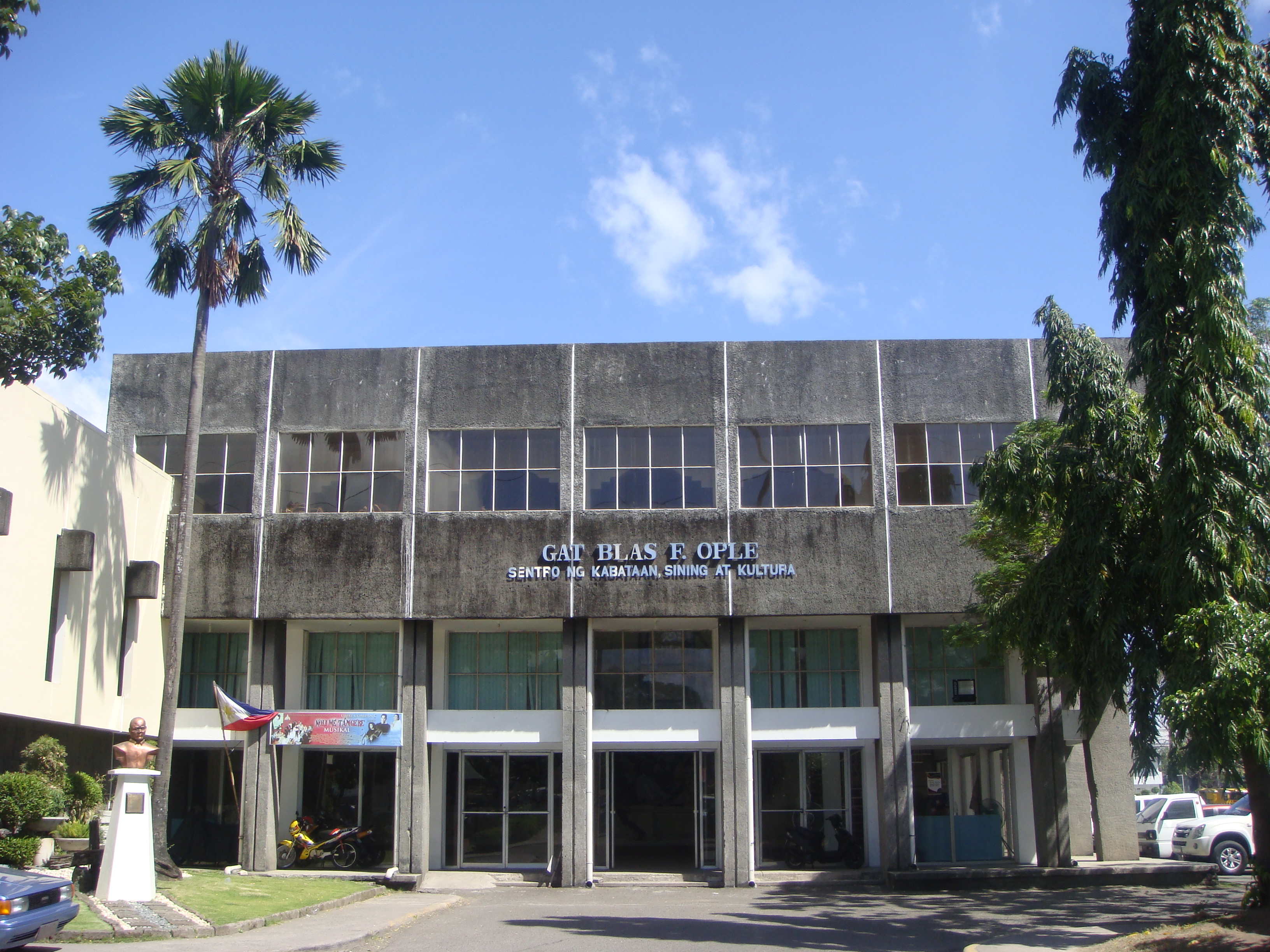
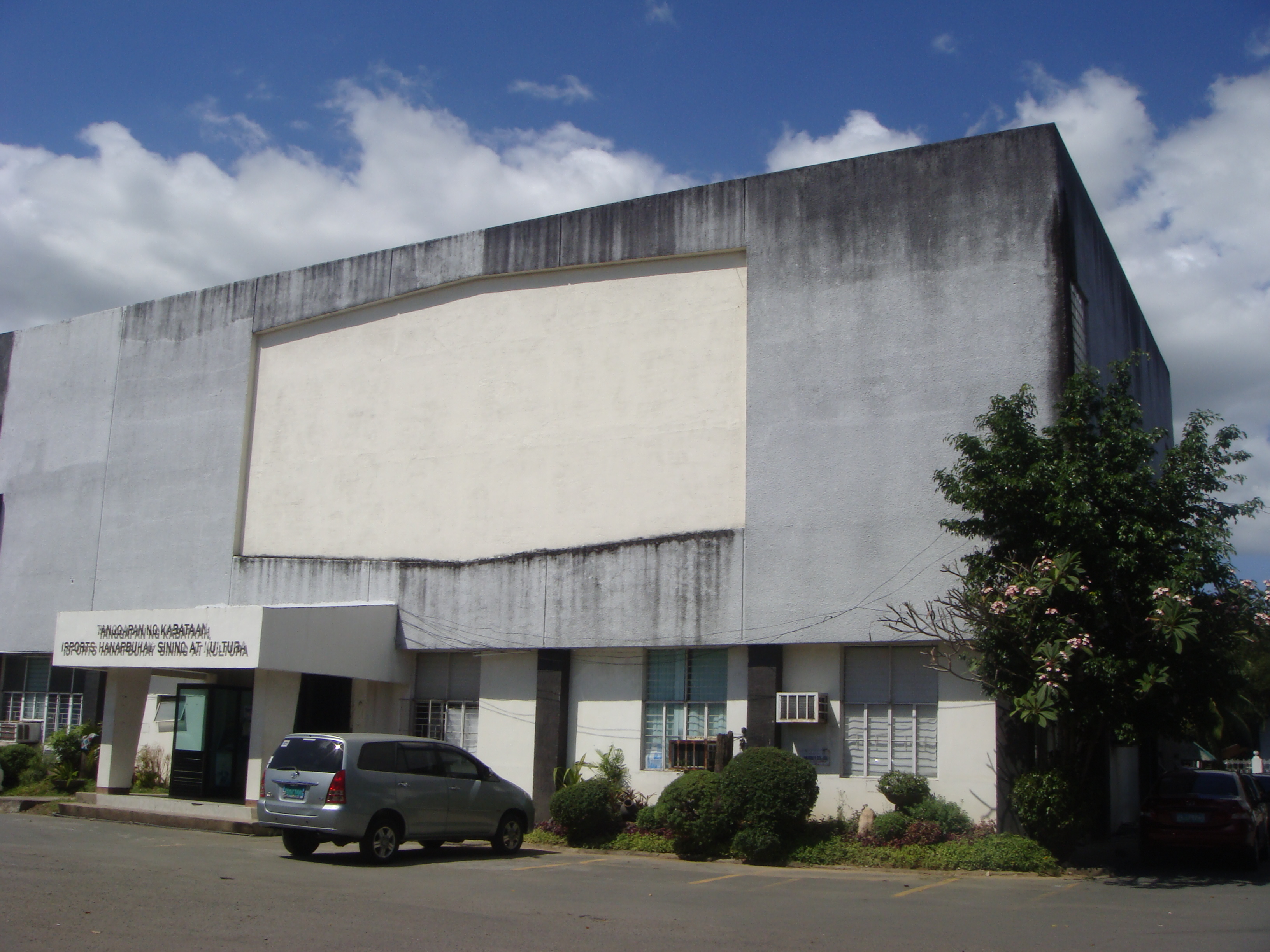